# Закубежье
Закубежье — село в Сергиево-Посадском районе Московской области, в составе муниципального образования сельского поселения Шеметовское (до 29 ноября 2006 года было центром Закубежского сельского округа).

## Население
| 1859 | 1905 |
| ---- | ---- |
| 62   | 33   |

| 2002 | 2006 | 2010 |
| ---- | ---- | ---- |
| 167  | ↗170 | ↘168 |

## География

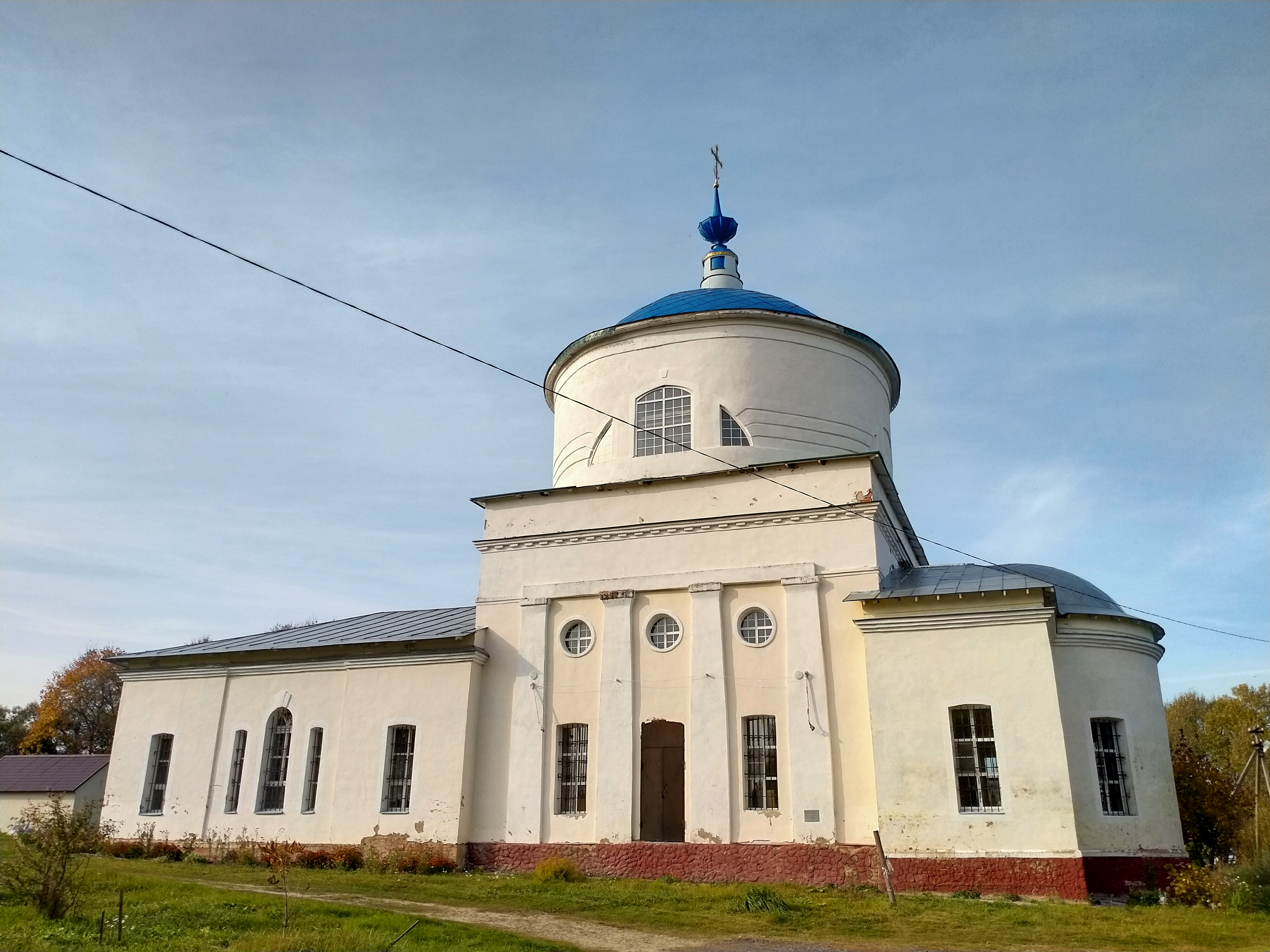
Церковь Успения Пресвятой Богородицы в Закубежье

Закубежье расположено примерно в 42 км (по шоссе) на север от Сергиева Посада, на безымянном ручье бассейна реки Дубны, высота центра села над уровнем моря — 148 м.
На 2016 год в Закубежье зарегистрировано 1 садовое товарищество, село связано автобусным сообщением с райцентром и соседними населёнными пунктами.
Успенская церковь в селе известна с XVI века. Современное здание — однокупольная кирпичная церковь в стиле позднего классицизма, с Преображенским и Иверским приделами, трапезной и колокольней, построено в 1833 году. В 1931 году закрыта, возвращена верующим в 1995 году, действует.

## Достопримечательности
Памятник героям, павшим в годы Великой Отечественной войны (1984 г.), скульптор — Заслуженный художник РФ Юрий Хмелевской.